# Државни пут 32
Државни пут 32 је